# Fridrich I. Saský

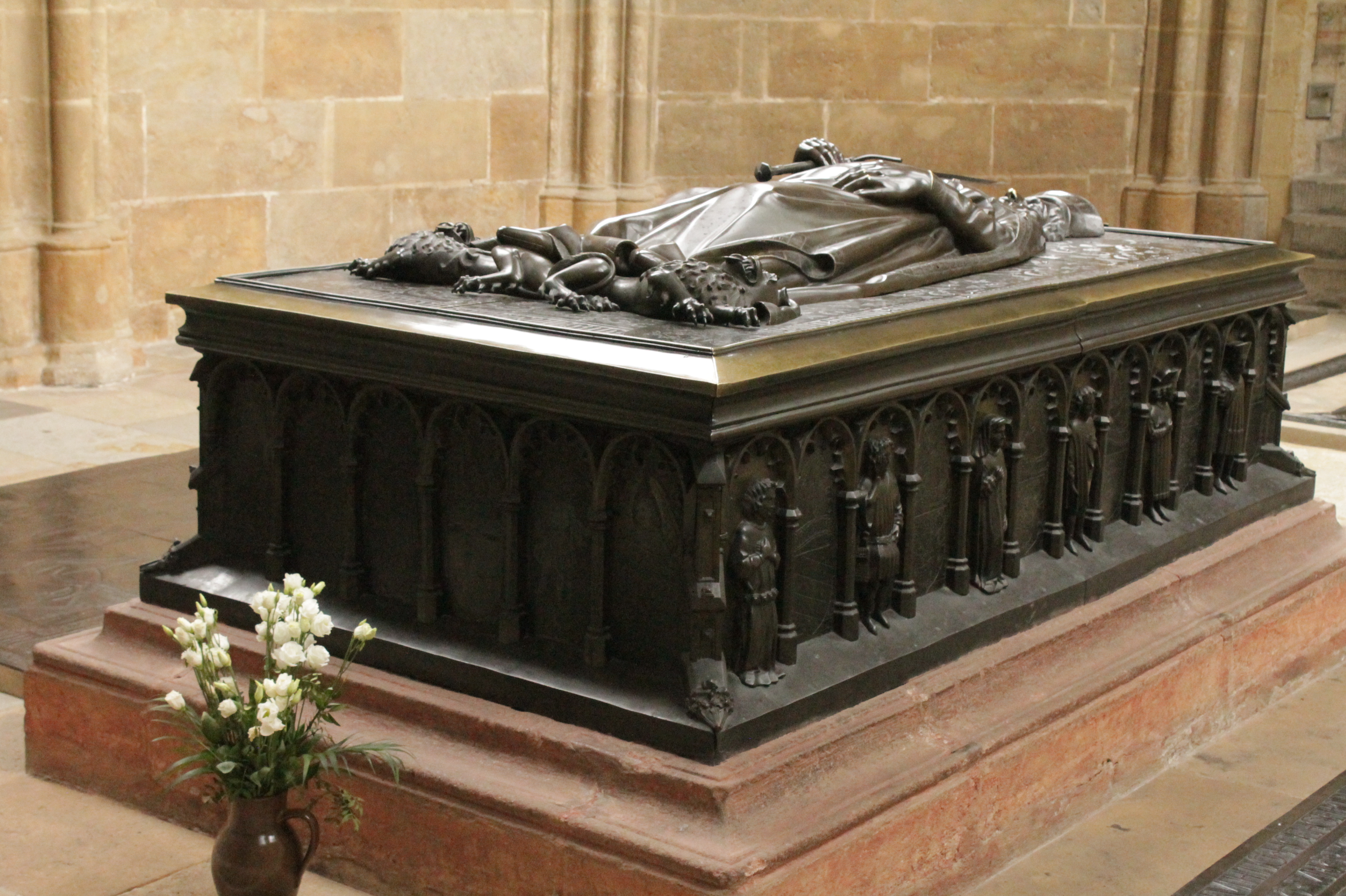
Hrob Fridricha I. Saského, knížecí kaple, míšeňský dóm

Fridrich I., zvaný Svárlivý (německy Friedrich der Streitbare; 11. dubna 1370 Drážďany – 4. ledna 1428 Altenburg) z rodu Wettinů byl od roku 1407 markrabě míšeňský (jako Fridrich IV.) a od roku 1423 až do své smrti saský kurfiřt (jako Fridrich I.).

## Životopis

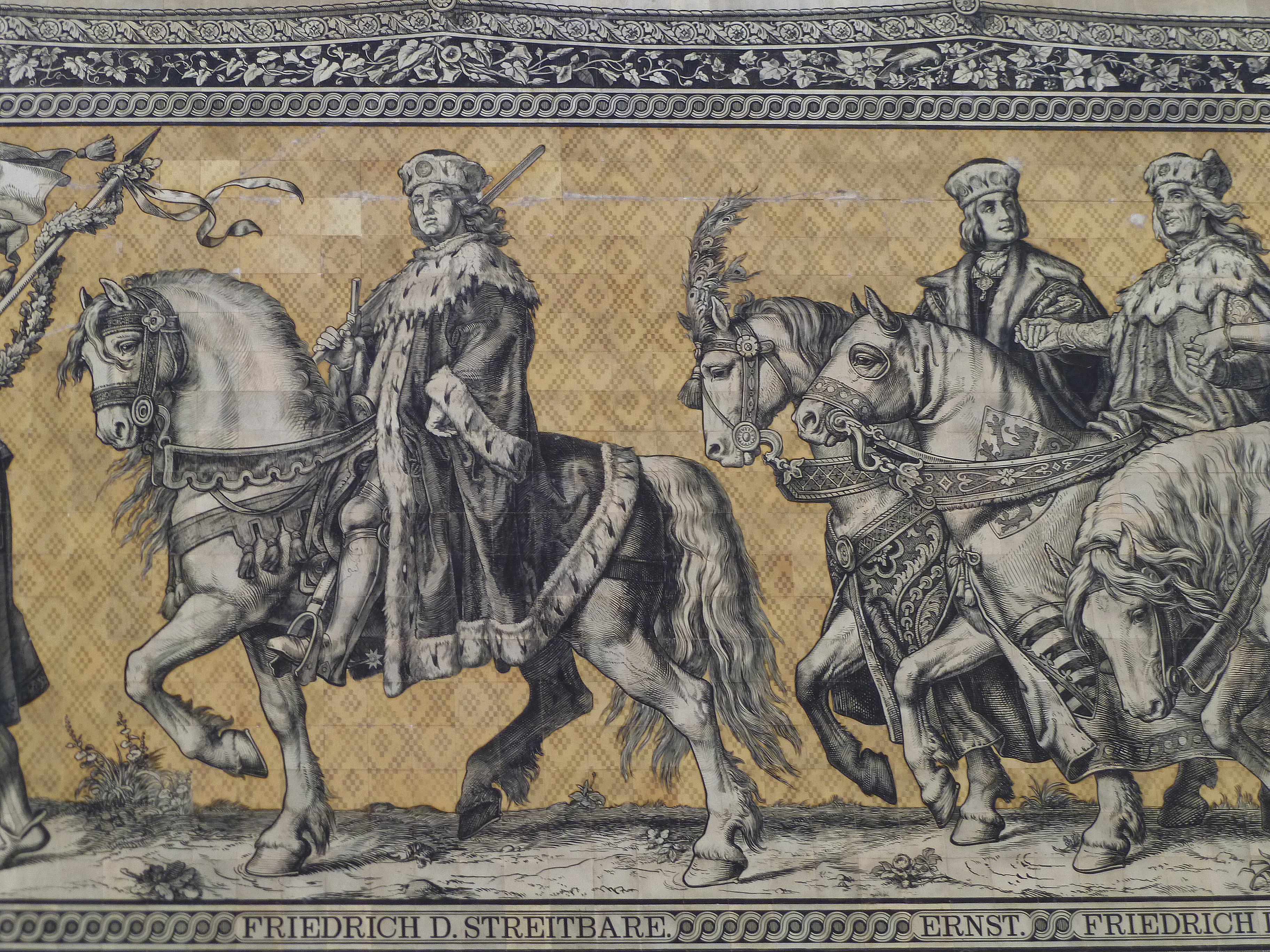
Saští kurfiřti Fridrich Svárlivý, Arnošt a Fridrich II. Mírný, Fürstenzug, Drážďany

Byl nejstarším synem Fridricha III. Míšeňského a Kateřiny z Hennebergu. Po smrti svého strýce Viléma I. Míšeňského v roce 1407, byl jmenován míšeňským markrabětem spolu se svým bratrem Vilémem II. a bratrancem Fridrichem IV. Durynským (synem Balthasara Durynského), dokud jejich území nebyly rozděleny v letech 1410 a 1415.
Ve válce mezi německými městy v roce 1388 pomáhal Fridrichu V. Braniborskému, purkrabímu v Norimberku, a v roce 1391 stál na straně Řádu německých rytířů proti Vladislavu II. Jagellonskému. V boji o německý trůn podporoval Ruperta III., kurfiřta falckého proti králi Václavu IV., pravděpodobně proto, že Václav odmítl splnit slib provdat za něj svou sestru Annu.
Po vydání kutnohorského dekretu Václavem IV. v roce 1409 založil Fridrich a jeho bratr pro německé studenty, kteří opustili pražskou univerzitu, univerzitu v Lipsku.
Po smrti bratra Viléma, se Fridrich stal vládcem nad všemi zeměmi Wettinů kromě Durynska.
Ohrožení Německa husity přimělo Fridricha, aby se spojil s císařem Zikmundem a stal se jedním z hlavních protihusitských panovníků. Za vítězství v bitvě u Mostu v roce 1421 byl Fridrichovi udělen titul vévody a kurfiřta. Fridrich utratil velké množství peněz za nové pozemky, které získal od Zikmunda do zástavy v Čechách a jinde. Po smrti kurfiřta Albrechta III. Sasko-Wittemberského převedl 6. ledna 1423 Zikmund kurfiřtský titul na vévodu saského, investitura proběhla v Budíně 1. srpna 1425. Podnícen k obnovenému úsilí zasáhnout proti úspěšným husitům, vytáhl Fridrich do Čech, ale jeho vojsko bylo 16. srpna 1426 v bitvě u Ústí téměř zničeno.
Zemřel v roce 1428 v Altenburgu. Byl pohřben jako první Wettin v knížecí kapli v míšeňské katedrále.

## Rodina
Fridrich I. se oženil s Kateřinou Brunšvicko-Lüneburskou († 1442), dcerou Jindřicha Mírného dne 7. února 1402 a měl 7 dětí:
- Kateřina Saská, zemřela mladá
- Fridrich II. Saský (22. srpna 1412 – 7. září 1464), saský kurfiřt, durynský lankrabě, ⚭ 1431 Markéta Habsburská (1416–1486)
- Zikmund Saský (3. března 1416 – 24. prosince 1471), biskup ve Würzburgu
- Anna Saská (5. června 1420 – 17. září 1462), ⚭ 1436 Ludvík I. Hesenský (6. února 1402 – 17. ledna 1458), lankrabě hesenský
- Kateřina Saská (1421 – 23. srpna 1476), ⚭ 1441 Fridrich II. Braniborský (19. listopadu 1413 – 10. února 1471), braniborský kurfiřt
- Jindřich Saský (21. května 1422 – 22. července 1435)
- Vilém III. Durynský (30. dubna 1425 – 17. září 1482), saský vévoda, míšeňský markrabě, durynský lankrabě, ⚭ 1446 Anna Habsburská (12. dubna 1432 – 14. listopadu 1462)

## Vývod z předků
|                   |                                           |  |                                       |                            |  |  |  |  |  |  |  | Albrecht II. Míšeňský |
|                   |                                           |  |                                       |                            |  |  |  |  |  |  |  |                       |
|                   | Fridrich I. Míšeňský                      |  |                                       |                            |  |  |  |  |  |  |  |                       |
|                   |                                           |  |                                       |                            |  |  |  |  |  |  |  |                       |
|                   |                                           |  |                                       | Markéta Štaufská           |  |  |  |  |  |  |  |                       |
|                   |                                           |  |                                       |                            |  |  |  |  |  |  |  |                       |
|                   | Fridrich II. Míšeňský                     |  |                                       |                            |  |  |  |  |  |  |  |                       |
|                   |                                           |  |                                       |                            |  |  |  |  |  |  |  |                       |
|                   |                                           |  |                                       | Ota IV. z Lobdeburgu       |  |  |  |  |  |  |  |                       |
|                   |                                           |  |                                       |                            |  |  |  |  |  |  |  |                       |
|                   | Alžběta z Lobdeburgu                      |  |                                       |                            |  |  |  |  |  |  |  |                       |
|                   |                                           |  |                                       |                            |  |  |  |  |  |  |  |                       |
|                   |                                           |  |                                       | Alžběta z Orlamünde        |  |  |  |  |  |  |  |                       |
|                   |                                           |  |                                       |                            |  |  |  |  |  |  |  |                       |
|                   | Fridrich III. Míšeňský                    |  |                                       |                            |  |  |  |  |  |  |  |                       |
|                   |                                           |  |                                       |                            |  |  |  |  |  |  |  |                       |
|                   |                                           |  |                                       | Ludvík II. Hornobavorský   |  |  |  |  |  |  |  |                       |
|                   |                                           |  |                                       |                            |  |  |  |  |  |  |  |                       |
|                   | Ludvík IV. Bavor                          |  |                                       |                            |  |  |  |  |  |  |  |                       |
|                   |                                           |  |                                       |                            |  |  |  |  |  |  |  |                       |
|                   |                                           |  |                                       | Matylda Habsburská         |  |  |  |  |  |  |  |                       |
|                   |                                           |  |                                       |                            |  |  |  |  |  |  |  |                       |
|                   | Matylda Bavorská                          |  |                                       |                            |  |  |  |  |  |  |  |                       |
|                   |                                           |  |                                       |                            |  |  |  |  |  |  |  |                       |
|                   |                                           |  |                                       | Boleslav I. Surový         |  |  |  |  |  |  |  |                       |
|                   |                                           |  |                                       |                            |  |  |  |  |  |  |  |                       |
|                   | Beatrix Svídnicko-Javorská                |  |                                       |                            |  |  |  |  |  |  |  |                       |
|                   |                                           |  |                                       |                            |  |  |  |  |  |  |  |                       |
|                   |                                           |  |                                       | Beatrix Braniborská        |  |  |  |  |  |  |  |                       |
|                   |                                           |  |                                       |                            |  |  |  |  |  |  |  |                       |
| Fridrich I. Saský |                                           |  |                                       |                            |  |  |  |  |  |  |  |                       |
|                   |                                           |  |                                       |                            |  |  |  |  |  |  |  |                       |
|                   |                                           |  | Bertold V. z Hennebergu-Schleusingenu |                            |  |  |  |  |  |  |  |                       |
|                   |                                           |  |                                       |                            |  |  |  |  |  |  |  |                       |
|                   | Bertold VII. z Hennebergu-Schleusingenu   |  |                                       |                            |  |  |  |  |  |  |  |                       |
|                   |                                           |  |                                       |                            |  |  |  |  |  |  |  |                       |
|                   |                                           |  |                                       | Žofie ze Schwarzburgu      |  |  |  |  |  |  |  |                       |
|                   |                                           |  |                                       |                            |  |  |  |  |  |  |  |                       |
|                   | Jindřich VIII. z Hennebergu-Schleusingenu |  |                                       |                            |  |  |  |  |  |  |  |                       |
|                   |                                           |  |                                       |                            |  |  |  |  |  |  |  |                       |
|                   |                                           |  |                                       | Jindřich I. Hesenský       |  |  |  |  |  |  |  |                       |
|                   |                                           |  |                                       |                            |  |  |  |  |  |  |  |                       |
|                   | Adela Hesenská                            |  |                                       |                            |  |  |  |  |  |  |  |                       |
|                   |                                           |  |                                       |                            |  |  |  |  |  |  |  |                       |
|                   |                                           |  |                                       | Adela Brunšvcko-Lüneburská |  |  |  |  |  |  |  |                       |
|                   |                                           |  |                                       |                            |  |  |  |  |  |  |  |                       |
|                   | Kateřina z Hennebergu                     |  |                                       |                            |  |  |  |  |  |  |  |                       |
|                   |                                           |  |                                       |                            |  |  |  |  |  |  |  |                       |
|                   |                                           |  |                                       | Ota V. Braniborský         |  |  |  |  |  |  |  |                       |
|                   |                                           |  |                                       |                            |  |  |  |  |  |  |  |                       |
|                   | Heřman III. Braniborský                   |  |                                       |                            |  |  |  |  |  |  |  |                       |
|                   |                                           |  |                                       |                            |  |  |  |  |  |  |  |                       |
|                   |                                           |  |                                       | Judita z Hennebergu        |  |  |  |  |  |  |  |                       |
|                   |                                           |  |                                       |                            |  |  |  |  |  |  |  |                       |
|                   | Judita Braniborská                        |  |                                       |                            |  |  |  |  |  |  |  |                       |
|                   |                                           |  |                                       |                            |  |  |  |  |  |  |  |                       |
|                   |                                           |  |                                       | Albrecht I. Habsburský     |  |  |  |  |  |  |  |                       |
|                   |                                           |  |                                       |                            |  |  |  |  |  |  |  |                       |
|                   | Anna Habsburská                           |  |                                       |                            |  |  |  |  |  |  |  |                       |
|                   |                                           |  |                                       |                            |  |  |  |  |  |  |  |                       |
|                   |                                           |  |                                       | Alžběta Goricko-Tyrolská   |  |  |  |  |  |  |  |                       |
|                   |                                           |  |                                       |                            |  |  |  |  |  |  |  |                       |